# Neutrosofia
Neutrosofia é um novo ramo da lógica e filosofia que estuda a origem, natureza e âmbito das neutralidades, assim como suas interações com diferentes espectros ideacionais. 
A neutrosofia foi introduzida por Dr. Florentin Smarandache em 1995.
Essa teoria considera todas as noções ou ideias <A> junto com suas oposições e negações <Anti-A> e o espectro de "neutralidades" <Neut-A> (ou seja, noções ou ideias localizadas entre dois extremos, não suportando nem <A> nem <Anti-A>). As ideias <Neut-A> e <Anti-A> juntas são chamadas de <Non-A>. De acordo com essa teoria, toda ideia <A> tende a ser neutralizada e balanceada por ideias <Anti-A> e <Non-A> - como um estado de equilíbrio.
De um modo clássico <A>, <Neut-A>, <Anti-A> são disjuntas dois a dois. 
Mas em muitos casos, o limite entre noções são vagos, imprecisos, é possível que <A>, <Neut-A>, <Anti-A> (e <Non-A> claro) tenham partes comuns dois a dois também. 
Neutrosofia é a base da lógica neutrosófica, conjunto neutrosófico, probabilidade e estatística neutrosófica usada em aplicações de engenharia (especialmente para software e fusão de informação), medicina, militar, cibernética e física.

## Lógica Neutrosófica
E uma moldura geral para unificação de muitas lógicas existentes. Ela generaliza a lógica difusa (especialmente a lógica difusa intuicionistica).
A ideia principal da LN é caracterizar cada declaração lógica em um Espaço 3D Neutrosófico, onde cada dimensão do espaço representa respectivamente, verdade (V), falsidade (F), e indetermediário (I) da declaração sob consideração, onde V, I, F são padrão ou não-padrão subconjuntos reais de ]-0, 1+[.  
Para engenharia de software propõe que a unidade de intervalo clássica pode ser usada. [0, 1] V, I, F são componentes independentes, deixando espaço para informação incompleta  (quando a soma superior < 1), informação paraconsistente e contraditória (quando a soma superior > 1), ou informação completa (soma de componentes = 1).
Um exemplo: uma declaração pode ser entre [0.4, 0.6] verdadeira, {0.1} ou entre (0.15,0.25) indetermediária, e 0.4 ou 0.6 falsa.

## Conjunto Neutrosófico
E uma generalização do conjunto difuso (especialmente  do conjunto difuso intuicionístico).
Deixe U ser um universo de discurso, e M um conjunto incluso em U.  Um elemento x de U é notado com relação ao conjunto M como x(V, I, F) e pertence a M do seguinte modo:
é v% verdadeiro no conjunto, i% indeterminado (desconhecido se for) no conjunto, e f% falso, onde v varia em V, i varia em I, f varia em F. 
Estaticamente V, I, F são subconjuntos, porém dinamicamente V, I, F são funções/operadores dependendo de muitos parâmetros conhecidos e desconhecidos. 

## Probabilidade Neutrosófica
E um generalização da probabilidade  clássica e probabilidade imprecisa onde a chance que um evento A ocorra é v% verdadeira – onde v varia no subconjunto V, i% indeterminada - onde i varia no subconjunto I, e f% falso – onde f varia no subconjunto F.  
Na probabilidade clássica n_sup <= 1, enquanto em probabilidade neutrosófica n_sup <= 3+.
Em probabilidade imprecisa: a probabilidade de um evento é um subconjunto V em [0, 1], não um número p em [0, 1], o que resta é supostamente oposto, subconjunto F (também da unidade de intervalo [0, 1]); não há subconjunto indeterminado I na probabilidade imprecisa.   

## Estatística Neutrosófica
E a análise de eventos descrita pela probabilidade neutrosófica.  É uma generalização da estatística clássica. 
A função que modela a probabilidade neutrosófica de uma variável aleatória x chama-se distribuição neutrosófica: NP(x) = ( V(x), I(x), F(x) ), onde V(x) representa a probabilidade que valor x ocorra, F(x) representa a probabilidade que valor x não ocorra, e I(x) representa a indeterminante / probabilidade desconhecida de valor x.
Em muitos projetos de software a lógica, teoria de conjuntos e probabilidade neutrosóficos estão cada vez mais substituindo a lógica difusa, conjunto difuso e probabilidade clássica. 